# Николетти, Чарльз
Чарльз (Чаки) Николетти (3 декабря 1916 года — 29 марта 1977 года) — американский гангстер и наёмный убийца. Совершил около 20 убийств. Предположительно он был одним из исполнителей убийства Джона Кеннеди.

## Биография
Чарльз Николетти  родился 3 декабря 1916 года. Его родители были очень бедными выходцами с Сицилии. Оставил школу после восьмого класса. В феврале 1929 года в возрасте 12 лет он совершил первое убийство, застрелив из ружья собственного отца, когда тот в состоянии сильного алкогольного опьянения начал бегать за ним с ножом. Суд оправдал его, так как имелись сведения о гомосексуальных наклонностях отца Чака, а также Николетти сумел доказать, что выстрел он произвёл в целях самообороны. После суда он сразу присоединился к ОПГ «42», которая совершала свои убийства в Чикаго.
Авторитет рос, в 1950-х годах Николетти вместе с Феликсом Алдеризио (англ. Felix Alderisio) имел славу жестокого наёмного убийцы. Его часто вызывали на допросы в полицию. А однажды полиция застала их обоих в машине, ожидающих очередную жертву. Однако они убедили патрульного в том, что просто ждут друга, и он уехал.
В 1962 году Николетти и двое его сообщников — Феликс Алдеризио и Энтони Спилотро (англ. Anthony Spilotro), известный также как «Тонни Муравей», похитили 24-летнего Билли Маккарти, который являлся членом семьи, соперничающей с ОПГ «42». Николетти подозревал его и сообщника в убийстве двух членов своей преступной группы, которое произошло накануне. Все трое пытали парня, чтобы он назвал имя, сжимая его голову в тисках, пока у него не выпали глаза. В этот момент Николетти ел макароны. После этого Николетти лично застрелил Маккарти и его сообщника Джимми Миралья, также 24 лет.

### Убийство
Утром 29 марта 1977 года Николетти был тяжело ранен тремя выстрелами в голову из револьвера 38 калибра в пригороде Чикаго — Нортлейке, когда сидел на переднем сидении своей машины. Он умер спустя шесть часов в одной из больниц Чикаго, не приходя в сознание. Убийство не раскрыто, но есть предположение, что за ним стояла одна из группировок города Милуоки. Николетти был похоронен недалеко от Аль Капоне на кладбище Mount Carmel в Хилсайде (англ. Hillside; штат Иллинойс) 1 апреля 1977 года.